# Massacre de Hebrom em 1929

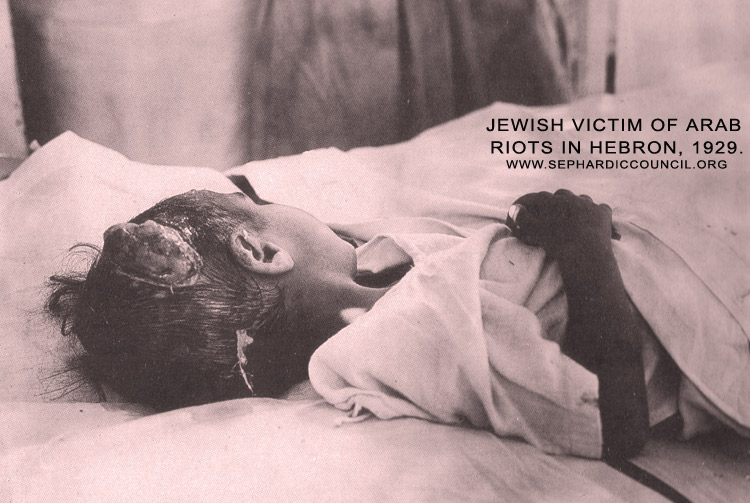
Criança judia vítima das revoltas árabes de 1929

Massacre de Hebrom refere-se ao assassinato de 67 ou 69 judeus em 24 de agosto de 1929 na cidade de Hebrom, então parte do Mandato Britânico da Palestina, por árabes incitados à violência por rumores de que os judeus planejavam tomar o controle do Monte do Templo, em Jerusalém.
O ataque também deixou pessoas seriamente feridas ou mutiladas. Casas judias e sinagogas foram saqueadas. Alguns dos 435 judeus que sobreviveram foram escondidos por famílias árabes locais, embora a extensão desse fenômeno seja debatida. Logo depois, todos os judeus de Hebrom foram evacuados pelas autoridades britânicas. Muitos retornaram em 1931, mas quase todos foram evacuados com a eclosão da revolta árabe de 1936–1939 na Palestina. O massacre fez parte dos tumultos palestinos de 1929, nos quais um total de 133 judeus e 110 árabes foram mortos, e pôs fim à secular presença judaica em Hebrom.
O massacre, juntamente com o dos judeus em Safed, enviou ondas de choque através das comunidades judaicas na Palestina e em todo o mundo. Isso levou à reorganização e desenvolvimento da organização paramilitar judaica, a Haganah, que mais tarde se tornou o núcleo das Forças de Defesa de Israel.

## Consequências

### Mortos e feridos

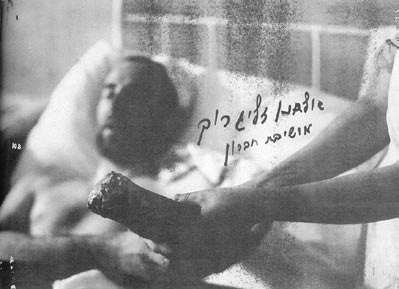
Elhanan Zelig Roch, um estudante de Hebrom, teve sua mão decepada durante o ataque

No total, 67 judeus e 9 árabes foram mortos. Do lado judeu, 59 morreram durante o ataque e posteriormente 8 não resistiram aos ferimentos. Esse número inclui doze mulheres e três crianças menores de cinco anos. Vinte quatro das vítimas eram estudantes da Yeshiva local, sete deles de nacionalidade estadunidense ou canadense. Os corpos dos 57 judeus foram sepultados em covas coletivas pelos árabes, sem direito ao ritual de sepultamento judaico. A maioria dos judeus assassinados são de descendência Ashkenazi, enquanto doze eram Sefarditas. Estima-se que 58 foram feridos, incluindo diversas mulheres e crianças. Uma estimativa indica 49 feridos gravemente e 17 com ferimentos leves. Uma carta dos judeus de Hebrom para o Alto Comissariado descreveu casos de tortura, mutilação e estupro. Dezoito dias depois do massacre, as lideranças Judaicas solicitaram a exumação dos corpos para verificar se houve mutilação deliberada, porém depois de desenterrarem 20 corpos, decidiram por interromper o processo. Os corpos permaneceram expostos durante dois dias antes de serem enterrados, o que tornou quase impossível determinar em quais casos houve mutilações durante o massacre - não foi possível chegar a uma conclusão.

### Inquérito
A denominada Shaw Comission foi a comissão responsável para realizar o inquérito que investigou os casos de violência nas revoltas da Palestina no final de agosto de 1929. A comissão assim descreveu o massacre em Hebrom:
"Por volta das nove da manhã do dia 24 de Agosto, os Árabes em Hebrom deram início a um violento ataque ao gueto Judeu e nas casas isoladas aonde moravam judeus fora dos quarteirões mais movimentados da cidade. Mais de 60 Judeus - incluindo mulheres e crianças - foram assassinados, além de mais de 50 feridos. Esse selvagem ataque, para o qual nenhuma condenação pode ser severa o suficiente, foi acompanhado por destruição e saques. Sinagogas judias foram dessacralizadas, um hospital Judeu - que dava atendimento para a população Árabe - foi atacado e destruído, e somente a coragem demonstrada por indivíduos como o Sr. Cafferata - o único oficial britânico na cidade - preveniu uma escalada que levasse a um massacre geral dos Judeus em Hebrom."
O policial Cafferata deu seu testemunho à comissão de Inquérito em Jerusalém no dia 7 de Novembro. O The Times transcreveu a informação de Cafferata de que: "enquanto não chegaram os policiais britânicos era impossível fazer mais do que manter os sobreviventes à salvo no hospital e as ruas vazias, considerando que ele era o único oficial britânico em Hebrom, uma cidade de 20 000 habitantes".
No dia 1 de Setembro, Sir John Chancellor condenou: "As atrocidades cometidas aos corpos e a crueldade dos malfeitores... assassinos perpetrados à membros indefesos da população Judaica... acompanhados de atos de inominável selvageria"

### Condenações
Sheik Taleb Markah foi acusado como sendo um dos principais líderes que incentivaram o massacre de Hebrom. Ao pronunciar seu veredicto, o juiz afirmou que a evidência demonstrava que o prisioneiro não incentivou diretamente a matança de Judeus em Hebrom, mas sim o ataque aos Judeus de Jerusalém. Ele foi multado e condenado a dois anos de detenção. Dois dos quatro árabes acusados do assassinato de 24 judeus na casa do morador Rabbi Jacob Slonim foram condenados à morte.